# 真宗興正派

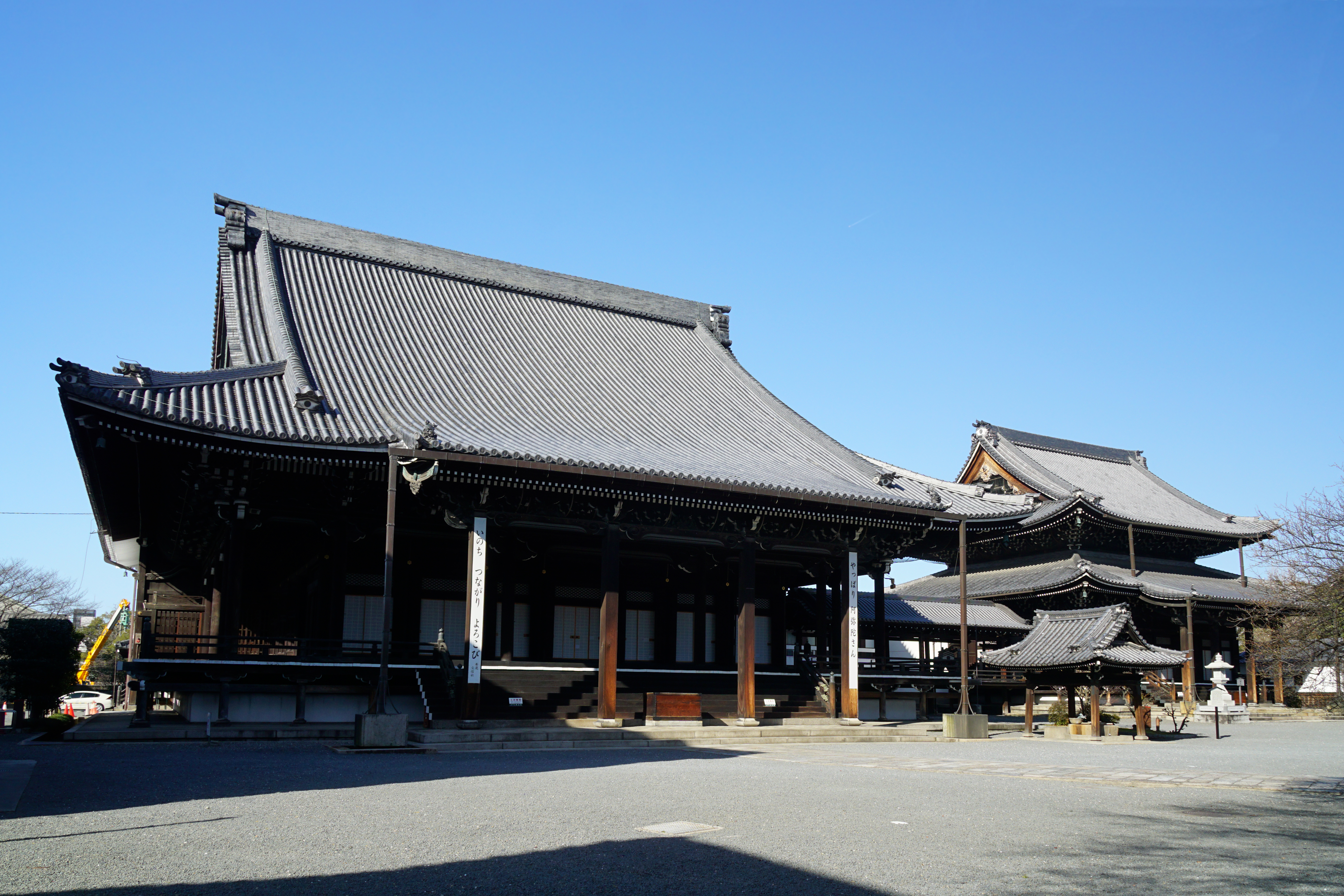
興正寺

真宗興正派（しんしゅうこうしょうは）は、浄土真宗の一派。本山は京都府京都市下京区の興正寺。
親鸞の門弟真仏が率いる高田門徒の分流である武蔵国荒木（現在の埼玉県行田市荒木）の源海が率いる満福寺を中心とする荒木門徒の流れを汲む。
末寺数、486寺。真仏を祖とし、了源を中興の祖とする。

## 概要
1482年（文明14年）、真宗佛光寺派14世の経豪が本願寺第8世の蓮如に帰依して山科に興正寺を創建。その後、西本願寺の脇門跡であったが、1876年（明治9年）第27世本寂の際に独立し、真宗興正派となる。また本山興正寺も本願寺派の本山本願寺（西本願寺）と隣接した位置にある。
真宗興正派の作法は、明治初期まで浄土真宗本願寺派の末寺筆頭であったため共通点も多いが、作法の上で異なる部分もある。

## 門主
- 2021年現在の門主は第31世本顕(華園真暢)。

## 教区
宗派所属の寺院は寺院数に応じて地域ごとに教区にわかれている。特に香川県は寺院が多くあり、県内でも2地区に分けている。一方、寺院の少ない地域にある寺院はそうした寺院どうしで全国で１つの教区（特設中央教区）を結成している。以下興正寺公式サイトの寺院一覧より引用。
- 北海道教区（北海道）
- 大和教区（奈良県）
- 阪神教区（大阪府・兵庫県）
- 東讃教区（香川県）
- 西讃教区（香川県）
- 鹿児島教区（鹿児島県・宮崎県）
- 特設中央教区（散在）